# 모자사궁
모자사궁은 모자 모양의 사궁으로, 바둑의 대표적인 우형(나쁜 모양) 가운데 하나다. 모자사궁에서 '열십자' 모양으로 한 수 더 착수하면 십자오궁이 된다.